# Palazzo Comunale (Cantiano)
Il Palazzo Comunale di Cantiano è la sede degli uffici comunali di Cantiano, in piazza Luceoli. È un edificio risalente ai primi anni del XIX secolo, in puro stile neorinascimentale, che si appoggia sull'antico Palazzo del Podestà e su quello dei Priori, eretti nel XII secolo.

## Storia e descrizione
La ristrutturazione globale dei due predetti edifici medioevali si rese necessaria dopo i danni provocati dal terribile terremoto del 1781. Nell'atrio è in vista una colonna miliare romana risalente al 305 d.C. proveniente dalla antica via Flaminia dove segnava il miglio CXL da Roma (140º). Inoltre, sempre prospicienti l'entrata del Palazzo Pubblico, si trovano l'architrave proveniente dall'antica Chiesa di Santa Maria del Colnovello e un elemento di pulpito del IX secolo, rinvenuto nella locale pieve di San Crescentino. Vi è anche uno stemma Ducale del duca Guidobaldo II, proveniente dal preesistente palazzo del Podestà. Nella bella sala del consiglio comunale si trova, tra le altre, una tela raffigurante un Mane nobiscum Domine di Felice Damiani da Gubbio, proveniente dalla Chiesa della Madonna del Sasso, un antico camino in pietra serena proveniente dal predetto Palazzo Priorale insieme ad una bellissima lumiera in vetro di Murano. Nell'ufficio del Sindaco è posta un'autentica sedia "Savonarola" con lo stemma dei Della Rovere e le lettere "FM" che la farebbero appartenuta al duca Francesco Maria II. Sia la sala del Consiglio che gli uffici di segreteria che il gabinetto del Sindaco, presentano nei soffitti pregevoli affreschi ottocenteschi. Nella biblioteca comunale sono collocate numerose pregevoli opere antiche tra cui alcuni incunaboli: prezioso un De bello Gallico del 1480, insieme ad una raccolta di pergamene riguardanti gli interessi della comunità, scritte in lingua dei primi del Quattrocento.
All'esterno, particolare interesse ha l'orologio pubblico. Il complicato meccanismo si trova al di sotto della cella campanaria. Quella di avere un efficiente orologio doveva essere per i cantianesi una questione di reputazione. Fin dai tempi antichi Cantiano, come "loco de passa dove per diversi lochi d'Italia passano foresti et altri gran signori et venal homini" era stata provvista dell'utile pubblico strumento e mal sopportava che esso non potesse suonare a causa della sospensione dei pagamenti da parte della Camera ducale al suo temperatore. E per questo furono rivolte pressanti richieste di intervento al Duca. Ma l'orologio non mancava del temperatore perché invece logoro per il lungo uso. Guidobaldo II nel 1541 si accollò allora la spesa per farne uno nuovo la cui costruzione fu commissionata a Mastro Tubaldo "de li Orioli" di Fabriano, unitamente al castello di ferro per il sostegno della campana.